# Ljungby
Ljungby er hovedby i Ljungby kommune, Kronobergs län, Småland, Sverige.
Arbejderforfatteren Folke Fridell og kunstneren Sven Ljungberg stammer fra byen.

## Historie
Ljungby blev i 1828 köping og fik stadsprivilegium i 1936. Byens historie begynder dog, da vikingerne fulgte åen Lagan og slog sig ned på stedet. Området er rigt på fund fra sten-, bronze- og jernalder. Gravsteder, runesten og fund af stenøkser beviser, at der i 5000 år har boet mennesker i området.
Byens strategiske placering spillede en stor rolle for dens udvikling. Her mødtes vejen Lagastigen med vejen, der løb langs Bolmen-søen. I 1200-tallet, når rejsende havde behov for logi, opfordrede et kongebrev gæstgiverne til at tilbyde overnatning ved de vigtigste veje. I den lille by, der lå ved vejen, opstod der et gæstgiveri, og siden har Gamla Torg været et møde- og handelssted for de lokale beboere og folk på gennemrejse.
Da Ljungby blev köping, var byen i stærk konkurrence med Berga.
Ljungby var omgivet af sandjord uden større bevoksning og fik derfor hjælp af Kronen til plantning af skov for at holde på sandjorden.
I 1878 åbnedes en jernbaneforbindelse mellem Vislanda og Bolmen.
En brand ødelagde i 1953 store dele af Ljungbys indre by, hvilket har ændret centrums udseende en del.